# Ölandi híd
Az Ölandi híd (svédül Ölandsbron) a szárazföldet köti össze Svédországban Öland szigetével a Kalmarsund tengerszoros felett Kalmar városa és a szigeten fekvő Färjestaden település között.

## Története
Az ősidők óta lakott Öland és a szárazföld közötti híd építésére már 1932-ben konkrét javaslat született. A svéd kormány azonban csak 1966-ban fogadta el az erre vonatkozó terveket egy nagyobb hídépítési program keretében. Az első kapavágásra 1967. december 30-án, a híd ünnepélyes felavatására 1972. szeptember 30-án került sor. Egészen 1998-ig, a portugáliai Vasco da Gama híd megnyitásáig ez volt Európa leghosszabb hídja.
A híd megépítésével megszűnt az elvándorlás Öland szigetéről, sőt a folyamat megfordult, és sok új lakás épült ott, különösen Färjestaden településen és a környékén.
2013-ban lecserélték a híd világítását energiatakarékos égőkre, valamint olyan új technikát vezettek be, ami a híd megvilágításának intenzitását a forgalomhoz igazítja.

## Leírása
Az Ölandi híd 6 072 méter hosszú közúti híd, a víz feletti magassága 36 méter, szélessége 13 méter. Legnagyobb magassága 41,69 méter, a legkisebb 6,65 méter. A hídnak 155 szakasza van, ebből 6 a magas részen, 130 méteres fesztávolságokkal. Ez Svédország leghosszabb hídja, nem számítva a dánokkal közös Øresund hidat.
A hídon a 177. számú megyei út halad át, ami a szárazföldön az E22 európai úthoz, a szigeten 136. számú megyei úthoz csatlakozik.

## Problémák, konfliktusok
A híddal kapcsolatban számos műszaki probléma merült fel. A vasbeton helyszíni készítése során a cementhez helyben kiemelt brakkvizet adtak, ami később erős korrózióhoz vezetett. Emiatt később költséges javításokra volt szükség.
A szigeten a hídhoz közel élő lakosok panaszkodtak a zajártalomra, különösen a nyári időszakban, amikor a forgalom 70%-kal magasabb a télinél.

## Fordítás
- Ez a szócikk részben vagy egészben a Ölandsbron című svéd Wikipédia-szócikk ezen változatának fordításán alapul.  Az eredeti cikk szerkesztőit annak laptörténete sorolja fel. Ez a jelzés csupán a megfogalmazás eredetét és a szerzői jogokat jelzi, nem szolgál a cikkben szereplő információk forrásmegjelöléseként.